# Malleola honhoffii
Malleola honhoffii är en orkidéart som beskrevs av André Schuiteman och A.Vogel. Malleola honhoffii ingår i släktet Malleola och familjen orkidéer. Inga underarter finns listade i Catalogue of Life.